# Ebenmühle
Ebenmühle ist ein Wohnplatz sowie eine ehemalige Mühle auf der Gemarkung der Wertheimer Ortschaft Dörlesberg im Main-Tauber-Kreis in Baden-Württemberg.

## Geographie
Die Ebenmühle befindet sich etwa ein Kilometer östlich von Dörlesberg im Schönertsbachtal. Der Schönertsbach ist ein linker Zufluss der Tauber.

## Geschichte
Der Ort wurde im Jahre 1503 erstmals urkundlich als Ebenmulen erwähnt. Die Mühle wurde im Jahre 1716 vom Kloster Bronnbach zu Hälfte erworben. Bei der Mühle befindet sich ein ehemaliges Sommerhäuschen des Klosters. Der Wohnplatz kam als Teil der ehemals selbständigen Gemeinde Dörlesberg am 1. Dezember 1972 zur Stadt Wertheim.

## Kulturdenkmale

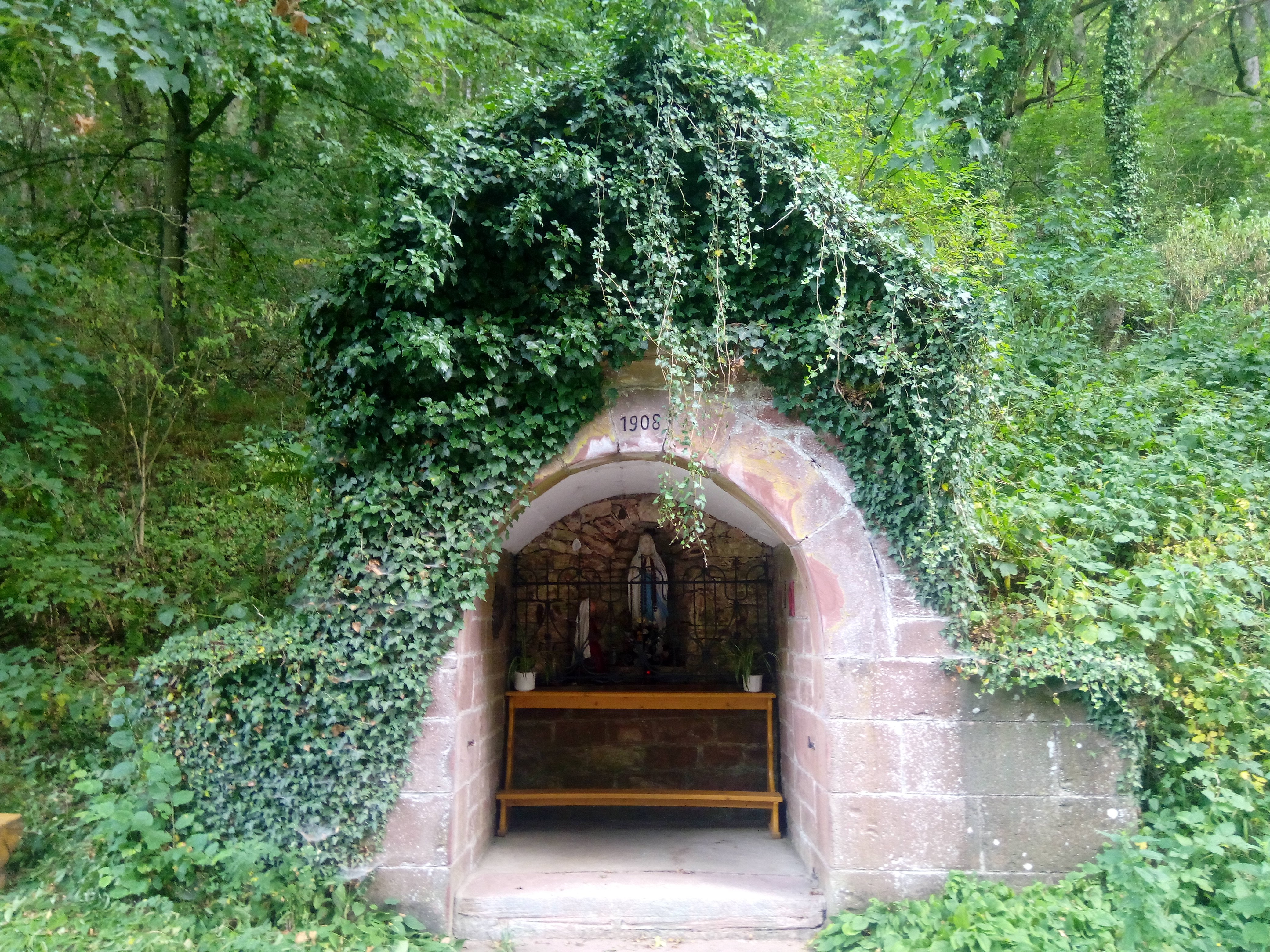
Mariengrotte im Schönertsbachtal bei Dörlesberg-Ebenmühle

Kulturdenkmale in der Nähe des Wohnplatzes, u. a. eine Mariengrotte von 1908, sind in der Liste der Kulturdenkmale in Wertheim verzeichnet.

## Verkehr
Der Ort ist aus Richtung Dörlesberg über die Straße Zum Mühltal zu erreichen. Diese führt vom Wohnplatz weiter bis zum Taubertalradweg.